# لويس بيسون (طيار)
لويس بيسون هو طيار كندي، ولد في مارس 1909 في غاتينو في كندا، وتوفي في 19 سبتمبر 1997.